# Aşağıgöze, Erciş
Aşağıgöze là một xã thuộc thành phố Erciş, tỉnh Van, Thổ Nhĩ Kỳ. Dân số thời điểm năm 2011 là 970 người.